# Oxalis pendulifolia
Oxalis pendulifolia är en harsyreväxtart som beskrevs av Salter. Oxalis pendulifolia ingår i släktet oxalisar, och familjen harsyreväxter. Inga underarter finns listade i Catalogue of Life.